# Bad Boy (canción de Cascada)
«Bad Boy» es una canción trance de la banda alemana, Cascada, que aparece en su álbum debut Everytime We Touch. Fue el segundo sencillo lanzado en Austria y Alemania después de Miracle.

## Formatos
12" maxi sencillo
1. «Bad Boy» [Club Mix] 6:15
2. «Bad Boy» [Pulsedriver Remix] 5:54

12" remixes maxi sencillo
1. «Bad Boy» [Central Seven Remix] 5:58
2. «Bad Boy» [Alex Megane vs Marc van Damme Remix] 6:35
3. «Bad Boy» [Inverno Edit] 5:10

Sencillo austriaco 5"
1. «Bad Boy» [Radio Mix] 3:14
2. «Bad Boy» [Central Seven Radio Edit] 3:02
3. «Bad Boy» [Alex Megane vs. Marc Van Damme Edit] 3:10
4. «Bad Boy» [Inverno Radio Edit] 3:22
5. «Bad Boy» [The 2 Jays Radio Edit] 3:48
6. «Bad Boy» [Pulsedriver Remix] 6:23
7. «Bad Bo»y [Original Club Mix] 6:18
8. «Bad Boy» [Central Seven Remix] 6:00
9. «Bad Boy» [Alex Megane vs. Marc Van Damme Remix] 6:35
10. «Bad Boy» [Inverno Edit] 5:13
11. «Bad Bo»y [The 2 Jays Remix] 7:13
12. «Miracle» [Radio Mix] 3:41
13. «Miracle» [Original Club Mix] 6:09

## Todas las versiones
- «Bad Bo» (Radio Mix) 3:15
- «Bad Bo» (Original Club Mix) 6:15
- «Bad Bo» (Alex Megane vs. Marc Van Damme Edit) 3:12
- «Bad Bo» (Alex Megane vs. Marc Van Damme Remix) 6:35
- «Bad Bo» (Central Seven Radio Edit) 3:02
- «Bad Bo» (Central Seven Remix) 5:59
- «Bad Bo» (Inverno Radio Edit) 3:23
- «Bad Bo» (Inverno Remix) 5:52
- «Bad Bo» (The 2 Jays Radio Edit) 3:49
- «Bad Bo» (The 2 Jays Remix) 7:14
- «Bad Bo» (Cannon Cracker Remix Radio Edit) 3:04
- «Bad Bo» (Cannon Cracker Remix) 5:58
- «Bad Bo» (Pulsedriver Remix) 5:57
- «Bad Bo» (Dream Guardian Remix) 6:12
- «Bad Bo» (Red Monster Mix) 4:46
- «Bad Bo» (DJ T-2 Edit) 5:06